# روز أليوت
روز أليوت (بالإنجليزية: Rose Elliot)‏ هي مؤلفة وطاهية بريطانية، ولدت في القرن العشرين.